# Каламанте-Гали (Мачерата)
Каламанте-Гали (итал. Calamante-Galli) насеље је у Италији у округу Мачерата, региону Марке.
Према процени из 2011. у насељу је живело 367 становника. Насеље се налази на надморској висини од 192 м.